# Silonia
Silonia és un gènere de peixos pertanyent a la família dels esquilbèids.

## Distribució geogràfica
Es troba a Àsia.

## Taxonomia
- Silonia childreni (Sykes, 1839)[3]
- Silonia silondia (Hamilton, 1822)[4][5][6][7][8][9][10]